# Список анімаційних фільмів про Наруто
За мотивами «Наруто» було створено вісім повнометражних анімаційних фільмів. Сюжет перших трьох розгортається в рамках першої частини серіалу, тоді як решта п'ять засновані на Naruto: Shippuuden.

## Наруто

### Грандіозна сцена: Книга мистецтв ніндзя, що належить принцесі країни Снігу
«Грандіозна сцена: Книга мистецтв ніндзя, що належить принцесі країни Снігу» (яп. 大活劇! 雪姫忍法帖だってばよ!!, Дай кацугекі! Юки хіме нимпо:тьо: даттебайо!!, Naruto The Movie: Ninja Clash in the Land of Snow)  - перший анімаційний фільм, що вийшов 21 серпня 2004 року. Його режисером став Тенсай Окамура, а сценарій писав Кацуюкі Сумісава. За сюжетом, Наруто Узумакі, Саске Учіха та Сакура Харуно разом з Какаші Хатаке супроводжують актрису Юкіе Фудзікадзе в країну Снігу. Прибувши на місце, вони зіштовхуються з найсильнішими шинобі, які намагаються будь-якими способами заволодіти намистом актриси. За допомогою цього намиста вороги хочуть отримати доступ до скарбу країни Снігу, однак з'ясовується, що їм є потужний генератор, здатний розтопити сніг. Після його запуску країна Снігу стає країною Весни.
Як бонус до DVD з цим фільмом була випущена OVA «Великий спортивний фестиваль Конохи» . У 2007 році фільм було перекладено і випущено в Америці.

### Грандіозний конфлікт: Примарні руїни в надрах землі
«Грандіозний конфлікт: Примарні руїни в надрах землі» (яп. 大激突！幻の地底遺跡だってばよ, Дай гекітоцу! Маборосі но тітей ісекі даттебайо, Naruto the Movie 2: Legend of the Stone of Gelel) вийшов 6 серпня 2005 року. У ньому Наруто, Сакура та їх товариш Шікамару Нара виконують чергову місію і виявляються залучені в військовий конфлікт з селом Піску . Наруто дізнається про таємничі камені, в яких міститься величезна сила. Воїн на ім'я Темудзін розшукує ці камені, щоб допомогти своєму володарю Хайді створити з їх допомогою ідеальний світ. З'ясовується, що Хайді має намір використовувати камені в своїх цілях, пожертвувавши для цього друзями. Наруто перемагає його і рятує Темудзіна.

### Грандіозний переполох: Бунт звірів на острові Місяця
Третій фільм «Грандіозний переполох: Бунт звірів на острові Місяця» (яп. 大興奮！みかづき島のアニマル騒動（パニック）だってばよ！, Дай ко:фун! Мікадзукі дзіма но анімару панікку даттебайо!, Naruto the Movie 3: Guardians of the Crescent Moon Kingdom) з'явився 5 серпня 2006 року. Команді 7 і Рок Лі доручають охорону принца Місячної країни на ім'я Мітіру та його сина Хікару. Один з міністрів Місячної країни піднімає повстання, маючи намір влаштувати державний переворот, проте Наруто і його друзі заважають йому здійснити свої плани, повертаючи владу законному спадкоємцю.

## Naruto: Shippuuden

### Ураганні хроніки, фільм перший
«Ураганні хроніки, фільм перший » (яп. 劇場版ＮＡＲＵＴＯ−ナルト− 疾風伝, Гекідзьо:бан Наруто Сіппу:ден, Naruto: Shippuuden the Movie) вийшов - четвертий фільм про «Наруто» і перший, зроблений за мотивами Naruto: Shippuuden. Він вийшов 4 серпня 2007 року. За сюжетом, ніндзя-відступники пробуджують древнього демона Морьо, який піднімає армію теракотових воїнів і приступає до завоювання світу. Зупинити його може тільки верховна жриця Сіон, яку охороняють Наруто і його друзі. Сіон передбачає смерть Наруто і втручається в його сутичку з демоном, щоб змінити майбутнє. Вона має намір вбити Морьо ціною власного життя, але Наруто рятує її і знищує демона.

### Ураганні хроніки: Вузи
Прем'єра п'ятої частини, «Ураганні хроніки: Вузи» (яп. 劇場版ＮＡＲＵＴＯ−ナルト− 疾風伝 絆, Гекідзьо:бан Наруто Сіппу:ден — кідзуна, Naruto Shippuuden 2: Bonds), відбулася 2 серпня 2008 року. На Коноху нападають невідомі ніндзя , і всі в селищі становляться на її захист. Під час бою Наруто допомагає старому Сінно, який представляється лікарем, і знайомиться з його ученицею Амару. Зловмисний Сінно використовує силу безхвостого звіра, збираючись зруйнувати всі села ніндзя, але зазнає поразки в бою з Наруто і Саске, який прийшов йому на допомогу.

### Ураганні хроніки: Успадкувавші дух вогню
«Ураганні хроніки: Успадкували дух вогню» (яп. 劇場版 NARUTO-ナルト- 疾風伝 火の意志を継ぐ者, Гекідзьо:бан Наруто Сіппу:ден — хі но ісі о цугу моно, Naruto Shippuuden 3: Inheritors of the Will of Fire) вийшов в прокат 1 серпня 2009 року . Все почалося з того, як сінобі Конохи Хіруко шукав модифікований геном. Ним виявився Хатаке Какасі. Какасі під дією техніки покинув село і Наруто відправився за ним разом з групою супроводження.

### Ураганні хроніки: Загублена вежа
«Ураганні хроніки: Загублена вежа» (яп. 劇場版 NARUTO-ナルト- 疾風伝 火の意志を継ぐ者, Гекідзьо:бан Наруто Сіппу:ден — хі но ісі о цугу моно, Naruto Shippuuden 3: Inheritors of the Will of Fire) - вийшов 31 липня 2010 . Якийсь злодій «випадково» відкриває тимчасовий портал в покинутих руїнах. Наруто потрапляє в той час, коли був живий його батько - Мінато Намікадзе. Разом зі своїм батьком Наруто повинен протистояти злу, яке загрожує Конохи.

### Ураганні хроніки: Кривава в'язниця
«Ураганні хроніки: Кривава в'язниця» (яп. 劇場版 NARUTO-ナルト- ブラッド・プリズン, Гекідзьо:бан Наруто - бураддо пурідзун, Naruto Shippuuden 5: Blood Prison)  - фільм вийшов 30 липня 2011 року. За сюжетом Наруто садять у в'язницю під назвою «Blood Prison» - «Кривава в'язниця» за замах на вбивство Райкаге і вбивство кількох сінобі. Наруто намагається довести свою невинність.